# New Power Generation (chanson)
Singles de Prince
Thieves in the Temple
(1990) Gett Off
(1991)
New Power Generation est une chanson de Prince extrait de l'album Graffiti Bridge servant pour le film homonyme. Rosie Gaines prêta sa voix sur New Power Generation et Morris Day y enregistra la batterie. Mavis Staples chante sur le titre Melody Cool (Extended Remix).
La chanson se classa le 17 novembre 1990 au Billboard Hot 100 à la 64e place et le 8 décembre 1990 au Hot R&B/Hip-Hop Songs à la 27e position. Graffiti Bridge accéda à la 18e position au Dutch Top 40 le 10 novembre 1990 et à la 26e dans les charts britanniques à la même date.

## Liste des titres
| A1. | N. P. G. (Funky Weapon Remix)                    | 5:01 |
| A2. | T.C.'s Rap (featuring - T.C. Ellis)              | 3:11 |
| A3. | Brother With A Purpose (featuring - Tony Mosley) | 4:18 |
| B1. | Get Off                                          | 4:41 |
| B2. | The Lubricated Lady                              | 2:39 |
| B3. | Loveleft, Loveright                              | 5:00 |

| 1. | New Power Generation         | 3:41 |
| 2. | New Power Generation, Pt. II | 2:57 |
| 3. | Melody Cool (Extended Remix) | 6:10 |